# Membres permanents del Consell de Seguretat de les Nacions Unides

Els membres permanents del Consell de Seguretat de les Nacions Unides.

Els membres permanents del Consell de Seguretat de les Nacions Unides (també coneguts com els Cinc Permanents, Cinc Grans, o P5) són els cinc els estats que la Carta de les Nacions Unides de 1945 estableix de manera permanent al Consell de Seguretat de les Nacions Unides (UNSC): Xina, França, Rússia (anteriorment la Unió Soviètica), el Regne Unit i els Estats Units. Aquests països representen als cinc grans poders considerats com els vencedors de la Segona Guerra Mundial. Un total de 15 estats membres serveixen al CSNU, la resta dels quals són elegits. Només els cinc membres permanents tenen el poder de veto, que els permet evitar l'adopció de qualsevol projecte "substantiu" de resolució del Consell independentment del seu nivell de suport internacional.

## Membres permanents actuals
| País            | Estat actual                                                    | Antiga representació estatal                                                                | Líders actuals                                               | Representant actual     |
| --------------- | --------------------------------------------------------------- | ------------------------------------------------------------------------------------------- | ------------------------------------------------------------ | ----------------------- |
| R.P. de la Xina | República Popular de la Xina (des de 1971)                      | República de la Xina (1945–49) (al Continent) · República de la Xina (1949–71) (a Taiwan)   | President: Xi Jinping Premier: Li Keqiang                    | Zhang Jun               |
| França          | Cinquena República Francesa (des de 1958)                       | Govern provisional de la República Francesa (1945–46) · Quarta República Francesa (1946–58) | President: Emmanuel Macron Primera Ministra: Élisabeth Borne | Nicolas de Rivière      |
| Rússia          | Federació Russa (des de 1992)                                   | Unió de les Repúbliques Socialistes Soviètiques (1945–91)                                   | President: Vladímir Putin Primer Ministre: Mikhail Mishustin | Vasily Nebenzya         |
| Regne Unit      | Regne Unit de la Gran Bretanya i Irlanda del Nord (des de 1945) | —                                                                                           | Monarca: Carles III Primer Ministre: Keir Starmer            | Barbara Woodward        |
| Estats Units    | Estats Units d'Amèrica (des de 1945)                            | —                                                                                           | President: Joe Biden Vicepresidenta: Kamala Harris           | Linda Thomas-Greenfield |

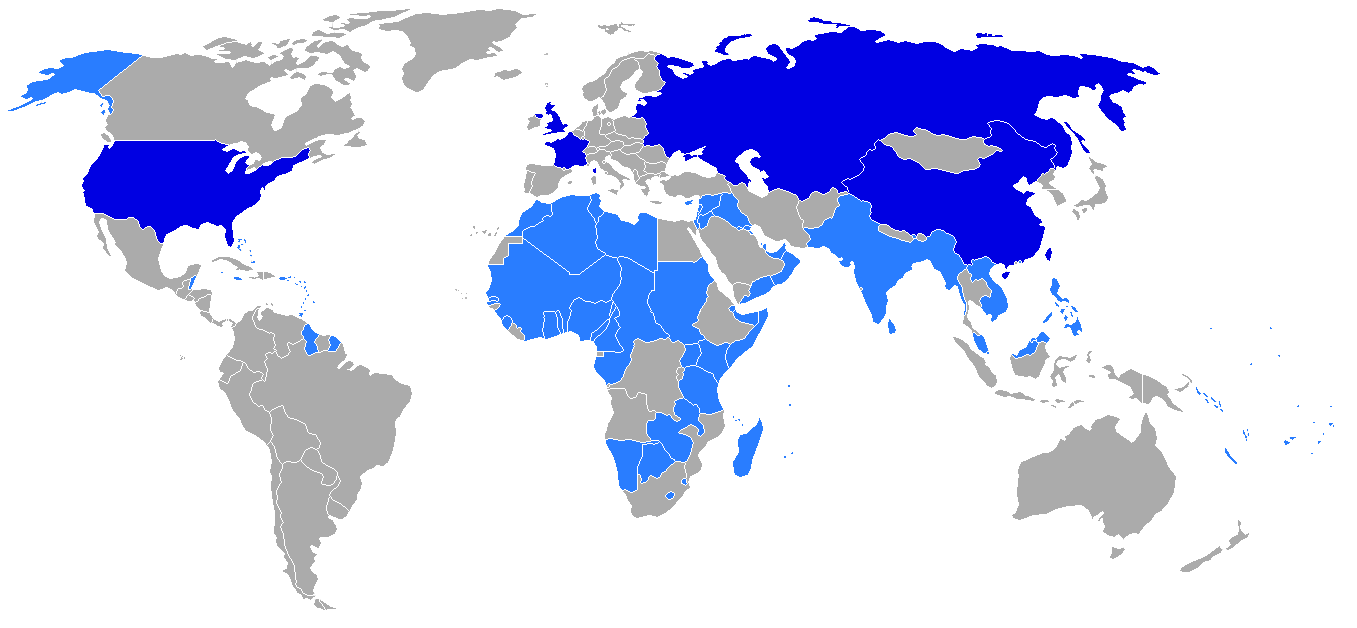
Els membres permanents originals del Consell de Seguretat de les Nacions Unides el 1945 (blau fosc) amb les respectives colònies.

A la fundació de l'ONU el 1945, els cinc membres permanents del Consell de Seguretat van ser el Govern Provisional de la Quarta República Francesa, la la República de la Xina, la Unió Soviètica, el Regne Unit i els Estats Units. Des de llavors, s'han produït dos canvis de lloc, encara que no es reflecteixen en Article 23 de la Carta de les Nacions Unides, ja que no s'ha modificat en conseqüència:

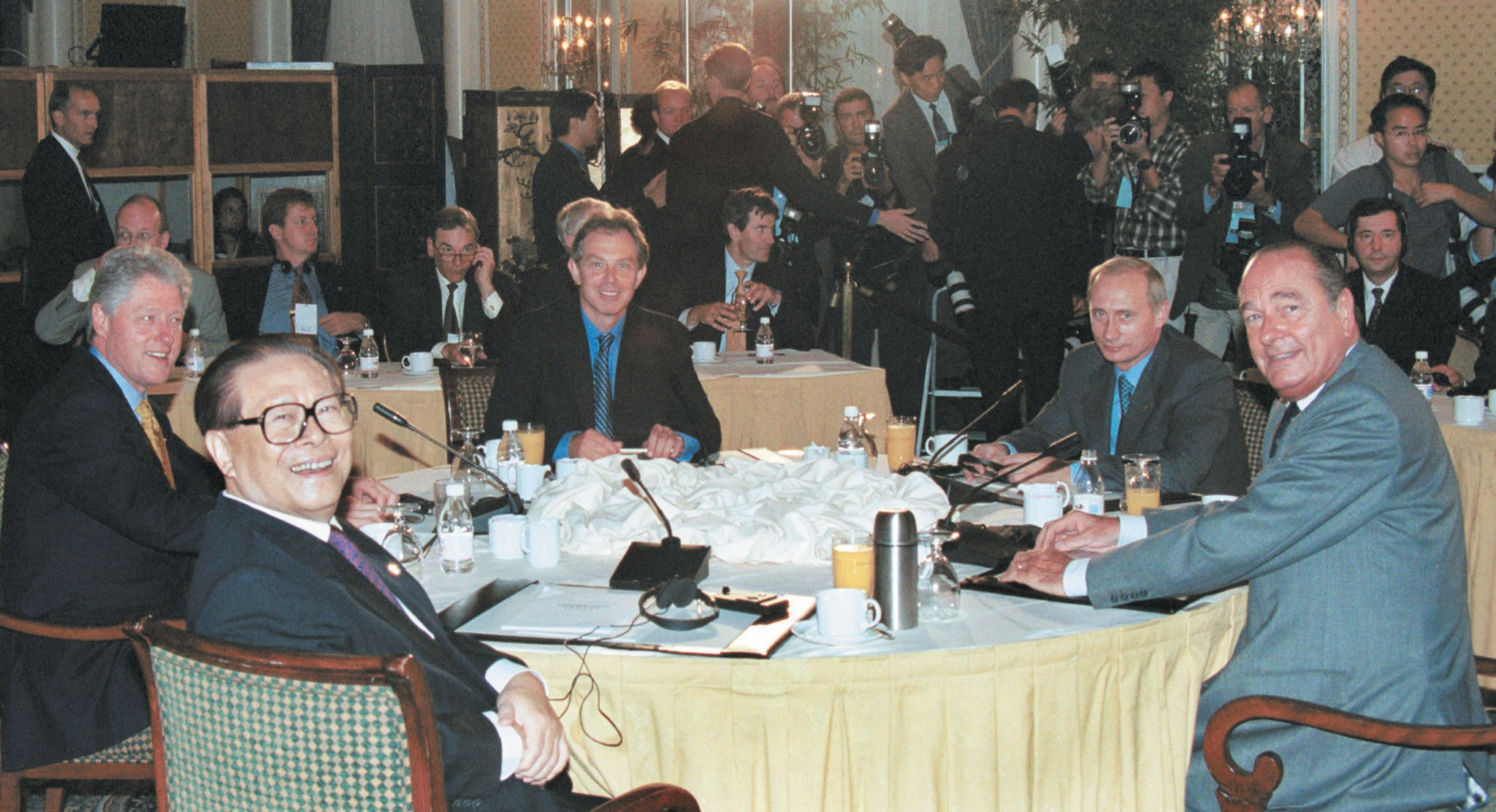
Líders dels cinc estats membres permanents en una cimera de 2000. De dreta a esquerra: el president xinès Jiang Zemin, el president dels Estats Units, Bill Clinton, el primer ministre del Regne Unit, Tony Blair, el president rus, Vladímir Putin, i el president francès Jacques Chirac.

- El seient xinès va ser donat originalment a mans del govern nacionalista de la República de la Xina (1912–1949). Tanmateix va perdre la Guerra Civil Xinesa i es va retirar a l'illa de Taiwan el 1949. El Partit Comunista de la Xina va obtenir el control de la Xina continental i va establir la República Popular de la Xina. En 1971, la Resolució 2758 de l'Assemblea General de les Nacions Unides va reconèixer al govern de la República Popular de la Xina com a representant legal de la Xina a l'ONU i li va donar el seient al Consell de Seguretat que havia ocupat la República de la Xina, que simultàniament va ser expulsada de l'ONU. Tots dos governs encara es reclamen el territori d'un altre oficialment. No obstant això, només 20 estats continuen reconeixent oficialment la sobirania de la República de la Xina, mentre que molts més reconeixen Taiwan de forma no oficial.
- Després de la dissolució de la Unió Soviètica el 1991, Rússia van ser reconeguda com la successor legal de la Unió Soviètica i va mantenir la posició d'aquesta en el Consell de Seguretat.

A més, França va reformar el seu govern provisional a la Quarta República Francesa el 1946 i més tard a la Cinquena República Francesa el 1958, ambdós sota el lideratge de Charles de Gaulle. França manté el seu lloc, ja que no va haver-hi cap canvi en el seu estatus o reconeixement internacional, encara que moltes de les seves possessions d'ultramar es van independitzar.
Els cinc membres permanents del Consell de Seguretat van ser els poders victoriosos de la Segona Guerra Mundial i han mantingut les forces militars més poderoses del món des de llavors. Anualment superen la llista de països amb les majors despeses militars; el 2011, van gastar més de trenta milions de dòlars estatunidencs en defensa, que representen més del 60% de les despeses militars globals (només els Estats Units representen més del 40%). També són cinc dels sis exportadors d'armes més grans, juntament amb Alemanya i són les úniques nacions oficialment reconegudes com a "estats amb armament sota el Tractat de No Proliferació Nuclear (NPT), encara que hi ha altres estats coneguts o que es creu que estan en possessió d'armes nuclears.

### Poder de veto
El "poder de veto" es refereix al poder de veto exercit exclusivament pels membres permanents, el que els permet evitar l'adopció de qualsevol projecte "substantiu" de resolució del Consell, independentment del nivell de suport internacional del projecte. El veto no s'aplica als vots processals, el que significa que els membres permanents del Consell de Seguretat poden votar contra d'un projecte de resolució "processal", sense que necessàriament obstaculitzi la seva adopció pel Consell.
El veto s'exerceix quan qualsevol membre permanent, l'anomenat "P5" emet una votació "negativa" sobre un projecte de resolució "substantiva". L'abstenció o l'absència de la votació d'un membre permanent no "impedeix" que s'adopti un projecte de resolució.

## Expansió
| «             | La reforma del Consell de Seguretat de l'ONU, que es debat des de fa dues dècades, és massa llarga i s'ha de fer necessàriament tenint en compte quant ha canviat el món. | » |
| — Ban Ki-Moon | |   |

Les nacions G4 que reclamen un altre lloc per a seients permanents al Consell de Seguretat de l'ONU

Hi ha hagut propostes que suggereixen la introducció de nous membres permanents. Els candidats habitualment esmentats són Brasil, Alemanya, Índia i Japó. Comprenen el grup de quatre països coneguts com les nacions G4, que es brinden suport mutu en les ofertes de seient permanent.
Regne Unit, França i Rússia estan a favor de donar seients permanents al Consell de Seguretat de l'ONU a les nacions G4.
Aquest tipus de reforma ha estat tradicionalment oposat pel grup "Uniting for Consensus", que està compost principalment per nacions que són rivals regionals i competidors econòmics del G4. El grup està liderat per Itàlia i Espanya (oposades a Alemanya), Mèxic, Colòmbia, Argentina (oposició a Brasil), Pakistan oposant-se a l'Índia), i Corea del Sud (oposició al Japó), a més de Turquia, Indonèsia i altres. Des de 1992, Itàlia i altres membres del consell han proposat seients semi-permanents o expandir el nombre de seients temporals.
La majoria dels candidats principals per a l'adhesió permanent són elegits periòdicament al Consell de Seguretat pels seus respectius grups. Japó va ser escollit per onze termes de dos anys, Brasil per deu termes, i Alemanya per tres termes. L'Índia ha estat elegida per al conjunt del consell set vegades, amb la licitació més recent aconseguida el 2010 després d'un buit de gairebé vint anys des de 1991-92.
L'any 2013, els membres del Consell de Seguretat de les Nacions Unides P5 i G4 representaven vuit dels deu primers pressupostos de defensa de tot el món, segons l'Institut Internacional d'Estudis per a la Pau d'Estocolm (SIPRI).